# Maria Tănase
Maria Tănase (n. 25 septembrie 1913, București, România – d. 22 iunie 1963, București, România) a fost o interpretă română de muzică populară, ușoară, lăutărească, romanțe și teatru de revistă. A fost supranumită Pasărea măiastră, de către Nicolae Iorga, în anul 1938.

## Biografie
Artista Maria Tănase s-a născut în data de 25 septembrie 1913, în mahalaua Cărămidarilor din București (azi zona Palatul Copiilor–Parcul Tineretului), Regatul României, fiind al treilea copil al Anei Munteanu, originară din comuna Cârța, județul Sibiu (Țara Făgărașului) și al florarului Ion Coandă Tănase (1877-1958), din satul Mierea-Birnici, jud. Dolj (azi Mierea, com. Crușeț, jud. Gorj), de pe valea Amaradiei. A avut o soră și un frate: Aurica (n. 1910) și François (zis Franz, n. 1911).

### Debuturi
În mai 1934, se angajează la Teatrul „Cărăbuș”. La 2 iunie, debutează în revista Cărăbuș-Express (a lui N. Kirițescu) cu pseudonimul Mary Atanasiu, ales de Constantin Tănase. În același an imprimă Mansarda (romanță de Nello Manzatti) la casa de discuri „Lifa Record”, aceasta fiind prima înregistrare a artistei.
În vara anului 1937, înregistrează primele cântece populare la casa de discuri „Columbia”, sub supravegherea etnomuzicologilor Constantin Brăiloiu și Harry Brauner (profesor de folclor muzical, cel care îi va alcătui repertoriul cu melodii autentice culese de el din toată țara), primele două fiind Cine iubește și lasă și M-am jurat de mii de ori, pe care le-a înregistrat cu acompaniamentul tarafului Costică Vraciu din Gorj.
Data de 20 februarie 1938, reprezintă debutul radiofonic al artistei. Acompaniată de taraful Ion Matache din Argeș, a susținut „pe viu” un program de cântece românești la emisiunea „Ora satului”: M-am jurat de mii de ori, Șapte săptămâni din post, Ce-i mai dulce ca alvița, Cine iubește și lasă, Geaba mă mai duc acasă, Mărie și Mărioară, Țigăneasca, Când o fi la moartea mea. La această emisie, taraful lui Ion Matache era format din doi violoniști, un contrabasist, un țambalist și un cobzar. După comentariile cronicarilor muzicali, prilejuite de debutul la radio și ecoul puternic în rândurile auditorilor emisiunilor radiofonice, Maria Tănase continuă să fie programată aproape săptămânal de Radio România.
În 1938, Maria Tănase cântă în renumitul restaurant de lux „Luxandra”, acompaniată de orchestra violonistului Petrică Moțoi.

### Activitatea artistică

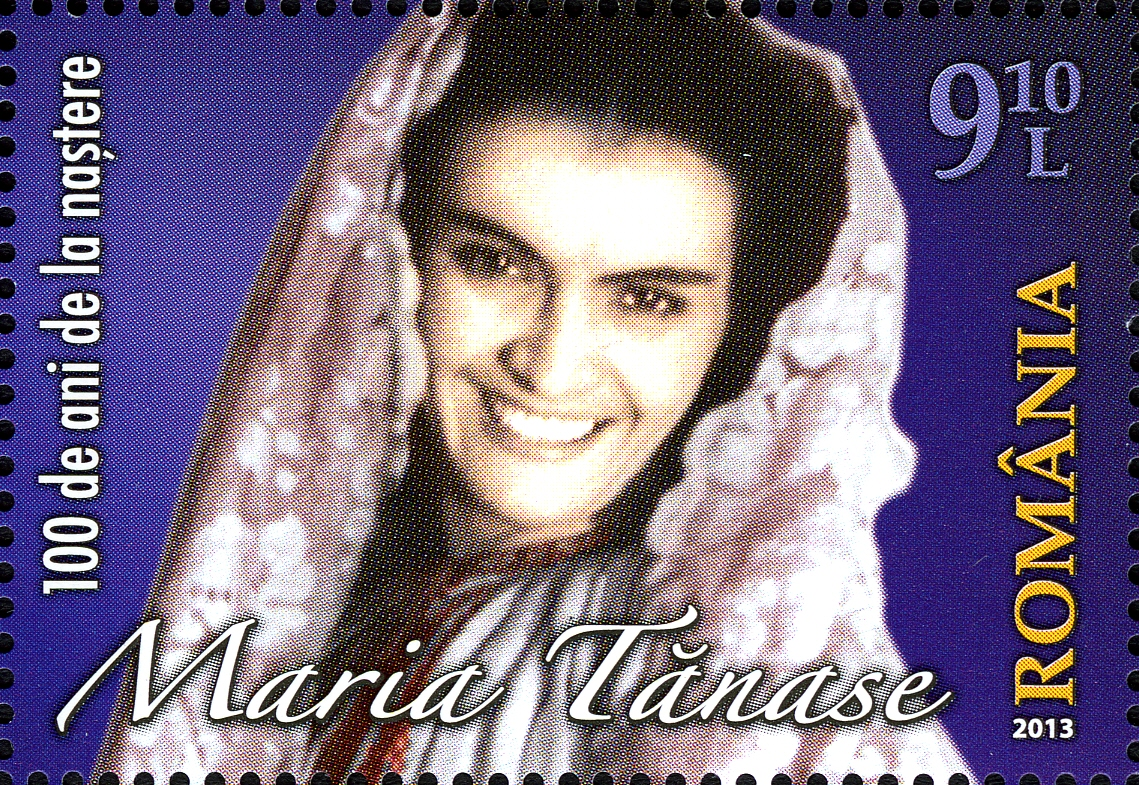
Timbru românesc din 2013

Pe 17 august 1938 cântă la încheierea cursurilor de vară ale Universității populare de la Vălenii de Munte (Prahova), unde istoricul Nicolae Iorga o supranumește Pasărea măiastră. În același an se angajează la Teatrul „Alhambra” al lui Nicolae Vlădoianu. În septembrie lansează cu mare succes cântecele Mi-am pus busuioc în păr (cântec în stil popular) și Habar n-ai tu (ambele având muzica compusă de Ion Vasilescu) în revista Constelația Alhambrei, pe care le înregistrează apoi la „Columbia”.
La 16 aprilie 1939 pleacă la Expoziția Universală de la New York (New York World’s Fair) amenajată în cartierul Flushing Meadows din sectorul Queens. Inaugurarea oficială a pavilioanelor a avut loc la 5 mai 1939. Cântă împreună cu orchestra lui Grigoraș Dinicu și cu naistul Fănică Luca la Casa românească (unul din pavilioanele României). Aici, Maria Tănase are ocazia să-i cunoască pe George Enescu și pe Constantin Brâncuși. La această expoziție au mai participat Dimitrie Gusti, arh. Octav Doicescu, arh. George Matei Cantacuzino ș.a. Maria Tănase se întoarce în țară în luna iulie.
Spre sfârșitul anului 1940, Garda de Fier îi interzice să mai apară în public și, din ordinul Ministerului Propagandei, au fost distruse toate discurile de patefon existente cu Maria Tănase în discoteca Radiodifuziunii, precum și matrițele acestora de la casa de discuri Columbia, sub pretextul că distorsionau folclorul românesc autentic. Adevăratul motiv a fost faptul că în cercul de prieteni ai Mariei Tănase se găseau și o serie de intelectuali evrei sau democrați, ca etnomuzicologul Harry Brauner (cel care a cules în 1929 cântecul Cine iubește și lasă, frate al pictorului Victor Brauner) și jurnalistul Stephan Roll (Gheorghe Dinu). Ultimul concert al artistei, dinaintea cenzurii, a avut loc la 20 octombrie 1940, la Teatrul Municipal „Maior Gheorghe Pastia” din Focșani. Ziarul „Timpul”, nr. 1356 din 16 februarie 1941, anunța cititorii reapariția Mariei Tănase într-un program radiofonic.

Maria Tănase, poză de afiș

În martie 1941 întreprinde un turneu artistic în Turcia. Cântă în revista Melody Revue de la Istanbul cu prilejul inaugurării Teatrului de vară „Taxîm”. Aici este desemnată cetățean de onoare de președintele Turciei. La finalul acestui turneu se reîntoarce în țară. Alături de echipele formate din cele mai selecte elemente ale teatrului și muzicii românești cântă răniților din război.
După instaurarea comunismului, în 1952 este solicitată să profeseze la Școala medie de muzică nr. 1 din București, în cadrul unei catedre de cânt popular nou creată. Le-a avut eleve pe Victoria Darvai, Ileana Constantinescu, Natalia Șerbănescu.
Lansează cu mare succes cântecele Dragi mi-s cântecele mele (aranjament revuistic de Henry Mălineanu) și Aseară vântul bătea (cântec popular din Ardeal) la Concertul popoarelor organizat cu prilejul celui de-al IV-lea Festival Mondial al Tineretului și Studenților pentru Pace și Prietenie din vara anului 1953, desfășurat în București.
După o pauză discografică de 11 ani, din 1954 înregistrează frecvent la Radio și la casa de discuri Electrecord.
În 1958 înregistrează la Electrecord patru cântece populare românești traduse și adaptate în franceză de Nicole Sachelarie, cumnata artistei: Doïna de Dolj, La malédiction d’amour (Cine iubește și lasă), Danse montagnarde (Uhăi, bade), Tiens, tiens, tiens et na (Iac-așa). Acestea au fost editate pe un microsion Electrecord (nr. cat. EPC 138), iar apoi au fost incluse, împreună cu alte cântece ale artistei cântate în limba română, pe un disc editat în colaborare cu casa franceză „Le Chant du Monde”, disc distins în 1965 cu „Grand prix du disque” (Marele premiu al discului), decernat de Academia „Charles Cros” din Paris.
A cântat în numeroase restaurante și localuri bucureștene (mai ales în perioada interbelică): „Neptun”, „Café Wilson”, „Parcul Aro”, „Luxandra”, „Luther”, „Continental”, „Prispa-naltă” din Piața Obor.

### Repertoriul
Maria Tănase a avut un repertoriu extrem de vast ce-a cuprins cântece din toate regiunile României și din toate categoriile: doine, orații de nuntă, cântece de leagăn, de joc (hore, sârbe, învârtite, jienești), de dragoste, de petrecere, lăutărești, satirice, bocete. Până la începutul anilor 1940 repertoriul i-a fost format de Harry Brauner. O selecție de 20 de cântece din repertoriul artistei a fost publicată de Editura Muzicală în 1963 în broșura Cântecele mele – Maria Tănase.

Maria Tănase acompaniată de violonistul Ionel Banu în filmul Mic album muzical (1958)

### Operetă, teatru și film
A jucat pe scena Teatrului Municipal în Cadavrul viu de Lev Nikolaevici Tolstoi (1945) și în Horia de Mihail Davidoglu (1956). A cântat în opereta Mascota de Edmond Audran (1944) și rolul principal din comedia muzicală Sfinxul de la Hollywood de Ralph Benatzky (1946).

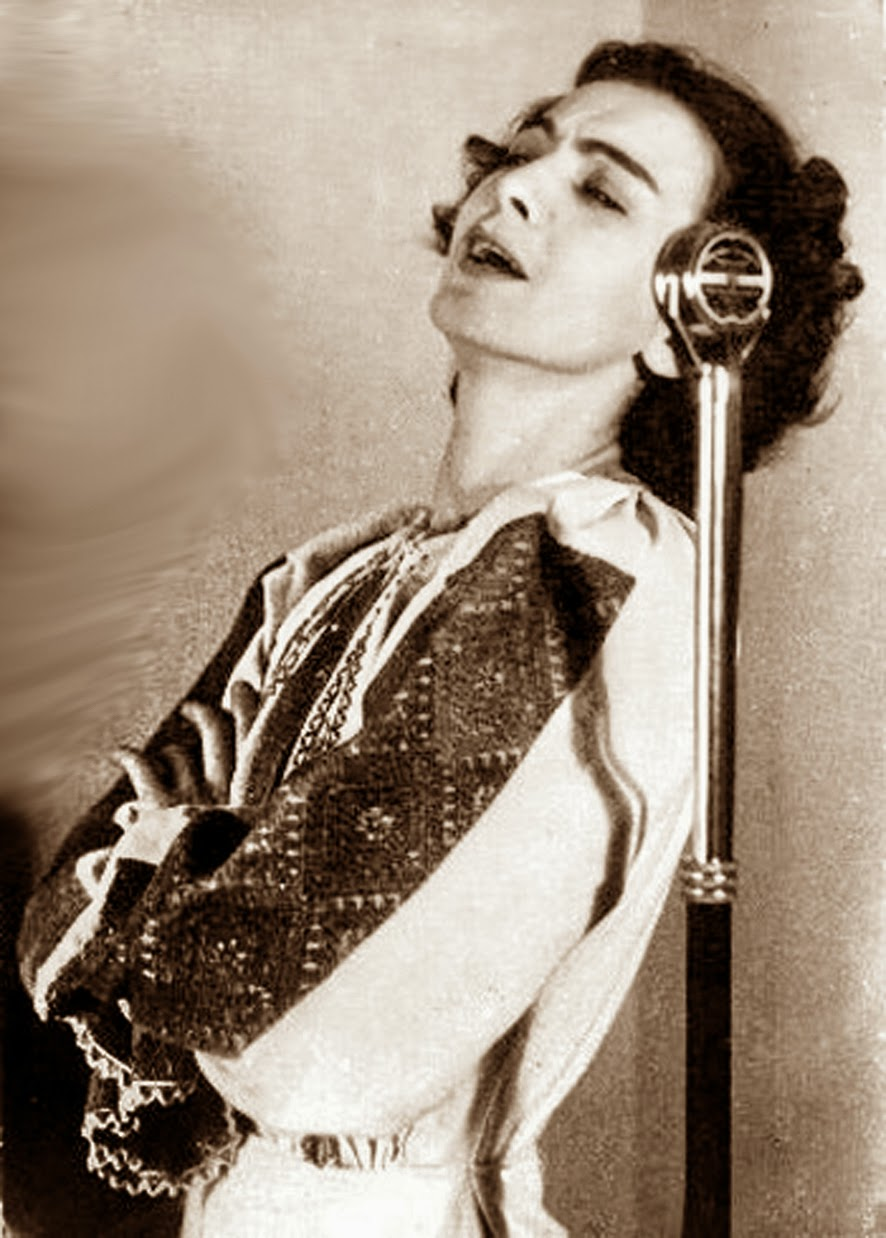
Maria Tănase în luna martie a anului 1942, fotografiata de Willy Pragher

A cântat în filmele Se aprind făcliile (1939 – film care s-a pierdut), România (1947), Ciulinii Bărăganului (1958) și în scurtmetrajul muzical Mic album muzical (filmat în 1958) care conține videoclipuri ale pieselor Mărioară de la Gorj, În Târgul Moșilor și Salutare, bătrâne București.

### Distincții
- Ordinul Muncii clasa a III-a (9 iunie 1954) „pentru merite deosebite în interpretarea muzicii populare”[20][21]
- Premiul de Stat (1955)
- titlul de Artist Emerit al Republicii Populare Romîne (1 octombrie 1957) „pentru merite deosebite în activitatea artistică”[22]

### Viața personală
În anul 1930 se angajează la „Bufet de 7 lei”, unde îl cunoaște pe Sandu Eliad (regizor la Teatrul „Barașeum”, azi Teatrul Evreiesc de Stat), cel care o va prezenta mai târziu etnomuzicologului Harry Brauner.
La începutul anilor '40, Maria Tănase a fost agentă de legătură și influență a Serviciului Special de Informații (SSI) condus de Eugen Cristescu.
Se căsătorește cu juristul Clery Sachelarie (Raul Victor Pappadopulo-Sachelarie) în decembrie 1950.

## Decesul
În primăvara anului 1963, fiind într-un turneu la Hunedoara cu Taraful Gorjului, a aflat că este bolnavă de cancer la plămâni. A întrerupt turneul, rugând-o pe Mia Braia să o înlocuiască. Pe 2 mai a ajuns acasă, în București.
Ea s-a stins din viață la Spitalul Fundeni, pe 22 iunie 1963, la ora 14:10. Mormântul Mariei Tănase se află la Cimitirul Bellu.